# Soulcalibur
Soulcalibur (ソウルキャリバー シリーズ, Sōrukyaribā) é uma famosa série de jogos eletrônicos de lutas baseadas em armas criada pela Namco. Seu primeiro jogo se chama Soul Edge (Soul Blade no Ocidente), onde a história se passa em torno da espada maligna que dá nome ao jogo. Os jogos sucessores tiveram o foco na espada do bem, SoulCalibur, cujo nome levaram em seus títulos. A série foi elaborada em gráficos em 3D, como a série Tekken, por exemplo. A partir de sua sexta edição (SoulCalibur IV) passou a contar com a opção de jogos online.

## Projeto Soul
Projeto Soul é o time de desenvolvimento interno da Namco responsável pela franquia Soul após o lançamento de SoulCalibur II. Embora usualmente os jogos sejam creditados simplesmente à própria Namco, o time estabeleceu esse nome para chamar atenção para as conquistas combinadas do grupo.

## Jogos da série
A série tem sete jogos principais, quatro spin-offs e uma reedição:
- Soul Edge - Arcade, PlayStation (1995, 1996)
- SoulCalibur - Arcade, Dreamcast (1998, 1999)
- SoulCalibur II - , PlayStation 2, Xbox, Gamecube (2002)
  - SoulCalibur II HD Online - PlayStation 3, Xbox 360 (2013)[2]
- SoulCalibur III - Arcade, PlayStation 2 (2005)
- SoulCalibur Legends - Wii (2007)
- SoulCalibur IV - PlayStation 3, Xbox 360 (2008)
- SoulCalibur: Broken Destiny - PlayStation Portable (2009)
- SoulCalibur V - PlayStation 3, Xbox 360 (2012)
- SoulCalibur: Lost Swords - PlayStation 3 (2014)[3]
- SoulCalibur: Unbreakable Soul (2014) - telefones celulares (Brasil) ou telemóveis (Portugal)
- SoulCalibur VI - PlayStation 4, Xbox One, Microsoft Windows (2018)

## Armas mágicas
Entre as várias armas disponíveis no jogo, estão: Kunai, Kaiken, Soul Edge & Nirvana, Soul Edge (Phantom), Mazurca, Ling-Sheng-Su-Bo, Giant Butcher Knife, Ankou, Quarterstaff, Tetsuryu, Soryuju, Nunchaku, Falcon, Wave Sword, Gatekeeper, Yoshimitsu (espada usada por Yoshimitsu, personagem original da série de luta Tekken, também da Namco), Mushakuboh, Irkalla, e muitas outras. Todas seguem a questão de disciplina do personagem, ou seja, do seu estilo de luta. Um personagem criado pelo jogador no modo Create-a-Soul pode ter várias disciplinas.

## Trilhas sonoras
Todos os jogos da série SoulCalibur possuem suas respectivas trilhas sonoras originais em CD. Alguns de seus álbuns são os seguintes:
- Super Battle Sound Attack Soul Edge
- Soul Edge Original Soundtrack - Khan Super Session
- SoulCalibur Original Soundtrack
- SoulCalibur II Original Soundtrack
- SoulCalibur III Original Soundtrack ~Legend of Sounds~